# Droit tripode
 (décembre 2018).
- Si vous ne connaissez pas le sujet, laissez ce bandeau (vous pouvez alors contacter les auteurs).
- Si vous supprimez le contenu mis en cause (vous pouvez préalablement contacter les auteurs),

argumentez précisément cette suppression dans la page de discussion
(un manque de référence n'est pas un argument ; une recherche réelle de référence doit avoir été effectuée, être formellement documentée).
L’idée d’un Droit tripode  a été développée par Étienne Leroy. 
L’objectif est de faire reposer la société « sur ses pieds [...] sur ses véritables fondements régulateurs » (LEROY, 1999 : 183). Contre le mythe d’un droit monolithique (Eberhard, 1999 : 274), le multijuridisme s’impose comme paradigme de l’analyse (Leroy, 1998 : 29). 
Ainsi, le Droit – plus exactement la juridicité – repose sur trois fondements : les normes générales et impersonnelles, les modèles coutumiers de conduites et de comportements, les systèmes de dispositions durables hérités de notre habitus. L’importance de ces fondements est variable selon le type de société étudiée : par exemple, dans nos sociétés occidentales, les normes générales et impersonnelles sont considérées comme le premier fondement du droit et souvent présentées à tort comme le seul. Viennent ensuite les modèles de conduites et de comportements, puis enfin les systèmes de dispositions durables. Une société confucéenne inverse l’ordre : en premier lieu, les systèmes de dispositions durables, ensuite les modèles de conduites, et enfin les normes générales et impersonnelles (Ibid. : 202).

## Les trois fondements du Droit

### Les normes générales et impersonnelles
Il s'agit là de la notion classique du Droit écrit, avec son corpus de lois, règlements et circulaires élaborées suivant les procédures propres à chaque pays.

### Les modèles coutumiers de conduites et de comportements
La coutume et les modèles de conduites qu’elle institue sont, quant à eux, largement ignorés des études juridiques occidentales.  
La coutume peut être définie comme « l’ensemble des manières de faire et de conduire ses comportements en société » (Ibid. : 195). Sa juridicité vient de sa capacité à reproduire la société par la proposition de modèles de conduites et de comportements à suivre ou à rejeter (Ibid. : 196). Ces modèles, hérités du passé, visent à régler une situation présente de façon à garantir un futur à la société (Ibid. : 196). 
Si elle est principalement à l’œuvre dans les sociétés traditionnelles, son rôle ne peut être négligé, en ce compris en occident, et principalement dans des domaines inédits où le droit étatique ne répond qu’imparfaitement aux exigences d’adaptabilité et de célérité, par exemple en droit de l’environnement ou en droit des affaires internationales (Ibid. : 198). 

### L'habitus
La notion d’habitus, construite par Pierre Bourdieu, constitue le troisième fondement de ce Droit tripode. Sorte de « machine transformatrice qui fait que nous reproduisons les conditions sociales de notre propre production » (Bourdieu, 1980 : 134), l’habitus façonne l’individu et détermine son comportement (Leroy, 1999 : 199). 
C’est une manière d’être – là où la coutume est une manière de faire – et de penser qui est produite par notre socialisation (Ibid. : 200). Au même titre que la coutume, en ce qu’il participe à la reproduction de la vie en société, l’habitus est juridique (Ibid. : 200), et les systèmes de dispositions durables appelés aussi habitus (Leroy, 1999 : 201).